# Agrimonia coreana
Agrimonia coreana là loài thực vật có hoa trong họ Hoa hồng. Loài này được Nakai mô tả khoa học đầu tiên năm 1932.